# LeRoy Abrams
LeRoy Abrams (1874-1956 ) fue un botánico y pteridólogo estadounidense.
Recibió su bachillerato en Stanford, en 1899 y su M.A. en 1902. Fue Profesor de Botánica en la Universidad de Idaho de 1899 a 1900, y en la Columbia University de 1904 a 1905, obteniendo el grado de Ph.D. de la Columbia en 1910. Gana por oposición ser botánico en Stanford en 1900, e Instructor en 1902. De 1905 a 1906 fue Asistente Curador en el "United States National Museum", aunque continuó en Stanford hasta su retiro en 1940 como profesor Emérito.

## Algunas publicaciones
- 1946.  Notes on the types of some Californian species of Convolvulus

### Libros
- 1902 Additions to the Flora of Los Angeles County I;

- 1903 Additions to the Flora of Los Angeles County II;

- 1910.  A phytogeographic and taxonomic study of the southern California trees and shrubs. Ed. The New era printing Co. Bull. of the New York Botanical Garden 6 ( 21 ): 300-485

- 1908 Phytogeography of Trees and Shrubs of Southern California;

- 1911. Flora of Los Angeles and vicinity. Ed. Stanford University Press. xi + 484 p.

- 1913 The Gymnosperms Growing On the Grounds of Leland Stanford Jr. University;

- 1914 Cypress Trees in Southern California;

- The Floral Features of California; 1915

- 1944.  Illustrated Flora of the Pacific States: Washington, Oregon, and California; v. I: Ophioglossaceae to Aristolochiaceae (Ferns to Birthworts)

- 1944.  An Illustrated Flora of the Pacific States Washington, Oregon and California. En 4 v ISBN 0-8047-0004-4

## Honores

### Epónimos
Género
- Abramsia Gillespie, 1932 sin. Airosperma Lauterb. & K.Schum., 1900

Especies
- Cryptantha abramsii I.M.Johnst. 1923
- Dudleya abramsii Rose, 1903
- Euphorbia abramsiana L.C.Wheeler, 1934
- Heuchera abramsii Rydb. 1905
- Lupinus abramsii C.P.Sm. 1924
- Oenothera abramsii J.F.Macbr. 1922
- Navarretia abramsii Elmer, 1906 sin. Eriastrum abramsii (Elmer) H.Mason, 1945
- Pogogyne abramsii J.T.Howell, 1931